# Eldorado for dyr
Eldorado for dyr var en del af julekalenderen på DR i 1985. Den blev sendt sammen med Kikkebakkeboligby (genudsendelse) og handler om Ludvig, der har en forretning for udstyr til dyr, men desuden leverer vejrmeldinger til Danmarks Meteorologiske Institut. Hvert afsnit er på cirka 10 minutter.
Serien er skrevet af Finn Bentzen, Jesper Klein og Hanne Willumsen og instrueret af Finn Bentzen. Ludvig spilles af Søren Østergaard, mens Pia Rosenbaum spiller en servitrice, som Ludvig er lun på. Derudover medvirker en lang række skuespillere i biroller.